# Sarcophaga cincta
Sarcophaga cincta är en tvåvingeart som först beskrevs av Villeneuve 1910.  Sarcophaga cincta ingår i släktet Sarcophaga och familjen köttflugor.
Artens utbredningsområde är Socotra. Inga underarter finns listade i Catalogue of Life.